# August Aušpurský
August Aušpurský (německy August Augspurger, 3. března 1620, Praha - 14. listopadu 1675, Weißenfels) byl německý lyrik, překladatel a epigramik období baroka.

## Dílo (výběr)
- „Reisende Clio“ Drážďany 1642
- „Thränen Bey dem Creutze Jesu Christi“ Drážďany 1642.
- „Der Verzweiflende Verräther Judas“ Drážďany 1642
- „Zwo Sonnete Dem Triumpfirenden Jesu“ Drážďany 1644
- „Der von seiner Liebsten Vbelgehaltene Amant Oder Arnalte und Lucenda“ německý překlad Diega de San Pedros „Tractado de amores de Arnalte von 1491“ Drážďany 1642
- „Schäfferey / Auß Dem Frantzösischen“ 1644 německý překlad „Antoine Montchrestiens Bergerie“ z roku 1601